# Persone di nome Luke
| Questa pagina contiene informazioni ricavate automaticamente dalle voci biografiche con l'ausilio del template Bio e di un bot. L'aggiornamento è periodico e automatico e ricostruisce completamente la pagina. Se manca una persona in questa lista, sei pregato di non aggiungerla, ma accertati piuttosto che la sua voce biografica contenga il template Bio e che i dati anagrafici siano correttamente compilati. Se il template Bio manca, inseriscilo tu stesso o, in alternativa, metti l'avviso {{tmp\|Bio}} che ne segnala la mancanza. Se i dati riportati sono sbagliati, correggi direttamente la voce biografica; le modifiche saranno visibili in questa lista entro pochi giorni. Per chiarimenti vedi il progetto antroponimi. La lista contiene solo le 188 persone che sono citate nell'enciclopedia e per le quali è stato implementato correttamente il template Bio. Pagina aggiornata al 22 lug 2025. |

Questa è una lista di persone presenti nell'enciclopedia che hanno il nome Luke, suddivise per attività principale.

## Allenatori di calcio(3)
- Luke Hyam, allenatore di calcio e ex calciatore inglese (Ipswich, n. 1991)
- Luke Steele, allenatore di calcio e calciatore inglese (Peterborough, n. 1984)
- Luke Wilkshire, allenatore di calcio e ex calciatore australiano (Wollongong, n. 1981)

## Allenatori di pallacanestro(1)
- Luke Kendall, allenatore di pallacanestro e ex cestista australiano (Melbourne, n. 1981)

## Arbitri di rugby a 15(1)
- Luke Pearce, arbitro di rugby a 15 inglese (Pontypool, n. 1987)

## Artisti marziali misti(1)
- Luke Rockhold, ex artista marziale misto statunitense (Santa Cruz, n. 1984)

## Astronauti(1)
- Luke Delaney, astronauta statunitense (Miami, n. 1979)

## Attori(29)
- Luke Arnold, attore australiano (Adelaide, n. 1984)
- Luke Benward, attore statunitense (Franklin, n. 1995)
- Luke Bilyk, attore canadese (Toronto, n. 1994)
- Luke Bracey, attore australiano (Sydney, n. 1989)
- Luke Cook, attore australiano (Sydney, n. 1986)
- Luke Eberl, attore, regista e sceneggiatore statunitense (Boulder, n. 1986)
- Luke Edwards, attore statunitense (Nevada City, n. 1980)
- Luke Evans, attore e cantante gallese (Pontypool, n. 1979)
- Luke Fetherston, attore britannico (Glasgow, n. 1988)
- Luke Ford, attore australiano (Vancouver, n. 1981)
- Luke Goss, attore e batterista britannico (Londra, n. 1968)
- Luke Grimes, attore statunitense (Dayton, n. 1984)
- Luke Halpin, attore statunitense (New York, n. 1947)
- Luke Hemsworth, attore australiano (Melbourne, n. 1980)
- Luke Kirby, attore canadese (Hamilton, n. 1978)
- Luke Kleintank, attore statunitense (Cincinnati, n. 1990)
- Luke Mably, attore britannico (Londra, n. 1976)
- Luke Macfarlane, attore canadese (London, n. 1980)
- Luke Mitchell, attore australiano (Gold Coast, n. 1985)
- Luke Newberry, attore britannico (Exeter, n. 1990)
- Luke Newton, attore britannico (Worthing, n. 1993)
- Luke Pasqualino, attore britannico (Peterborough, n. 1990)
- Luke Roberts, attore britannico (Woodbridge, n. 1977)
- Luke Roessler, attore canadese (Vancouver, n. 2007)
- Luke Spill, attore inglese (n. 1996)
- Luke Thompson, attore britannico (Southampton, n. 1988)
- Luke Treadaway, attore britannico (Exeter, n. 1984)
- Luke Wilson, attore statunitense (Dallas, n. 1971)
- Luke Youngblood, attore e doppiatore britannico (Londra, n. 1986)

## Attori teatrali(1)
- Luke Thallon, attore teatrale britannico (Londra, n. 1996)

## Calciatori(41)
- Luke Adams, calciatore australiano (Melbourne, n. 1994)
- Luke Amos, calciatore inglese (Welwyn Garden City, n. 1997)
- Luke Ayling, calciatore inglese (Londra, n. 1991)
- Luke Berry, calciatore inglese (Bassingbourn, n. 1992)
- Luke Casserly, ex calciatore e allenatore di calcio australiano (Sydney, n. 1973)
- Luke Chadwick, ex calciatore inglese (Cambridge, n. 1980)
- Luke Chambers, ex calciatore inglese (Kettering, n. 1985)
- Luke Cundle, calciatore inglese (Warrington, n. 2002)
- Luke Daniels, ex calciatore inglese (Bolton, n. 1988)
- Luke DeVere, ex calciatore australiano (Melbourne, n. 1989)
- Luke Dimech, ex calciatore maltese (La Valletta, n. 1977)
- Luke Fleurs, calciatore sudafricano (Città del Capo, n. 2000 - Johannesburg, † 2024)
- Luke Freeman, calciatore inglese (Dartford, n. 1992)
- Luke Gambin, calciatore maltese (Sutton, n. 1993)
- Luke Garbutt, calciatore inglese (Harrogate, n. 1993)
- Luke Haakenson, calciatore statunitense (Maple Grove, n. 1997)
- Luke Hendrie, calciatore inglese (Leeds, n. 1994)
- Luke Holden, ex calciatore inglese (Liverpool, n. 1988)
- Luke Le Roux, calciatore sudafricano (Pretoria, n. 2000)
- Luke McCormick, ex calciatore inglese (Coventry, n. 1983)
- Luke McCowan, calciatore scozzese (Greenock, n. 1997)
- Luke McCullough, calciatore nordirlandese (Portadown, n. 1994)
- Luke McNally, calciatore irlandese (Enfield, n. 1999)
- Luke Montebello, calciatore maltese (Pietà, n. 1995)
- Luke Moore, ex calciatore inglese (Birmingham, n. 1986)
- Luke Murphy, calciatore inglese (Macclesfield, n. 1989)
- Luke O'Nien, calciatore inglese (Hemel Hempstead, n. 1994)
- Luke Paris, calciatore anguillano (n. 1994)
- Luke Robinson, calciatore bermudiano (n. 1998)
- Luke Rodgers, ex calciatore britannico (Birmingham, n. 1982)
- Luke Rowe, calciatore inglese (Leamington Spa, n. 1991)
- Luke Sassano, ex calciatore statunitense (Orinda, n. 1985)
- Luke Shaw, calciatore inglese (Kingston upon Thames, n. 1995)
- Luke Singh, calciatore trinidadiano (Brampton, n. 2000)
- Luke Tavuyara, ex calciatore figiano
- Luke Thomas, calciatore inglese (Syston, n. 2001)
- Luke Thomas, calciatore inglese (Soudley, n. 1999)
- Luke Varney, ex calciatore inglese (Leicester, n. 1982)
- Luke Woodland, calciatore filippino (Abu Dhabi, n. 1995)
- Luke Woolfenden, calciatore inglese (Ipswich, n. 1998)
- Luke Young, ex calciatore inglese (Harlow, n. 1979)

## Canottieri(1)
- Luke Letcher, canottiere australiano (Canberra, n. 1994)

## Cantanti(4)
- Luke Combs, cantante statunitense (Charlotte, n. 1990)
- Luke Kelly, cantante e suonatore di banjo irlandese (Dublino, n. 1940 - Dublino, † 1984)
- Luke Pritchard, cantante e chitarrista britannico (Worthing, n. 1985)
- Luke Steele, cantante australiano (Auckland, n. 1979)

## Cantautori(1)
- Luke Hemmings, cantautore e musicista australiano (Sydney, n. 1996)

## Cestisti(14)
- Luke Babbitt, ex cestista statunitense (Cincinnati, n. 1989)
- Luke Evans, cestista statunitense (Oceanside, n. 1991)
- Luke Jackson, ex cestista e allenatore di pallacanestro statunitense (Eugene, n. 1981)
- Luke Kennard, cestista statunitense (Middletown, n. 1996)
- Luke Kornet, cestista statunitense (Lexington, n. 1995)
- Luke Loucks, ex cestista e allenatore di pallacanestro statunitense (Clearwater, n. 1990)
- Luke Maye, cestista statunitense (Cary, n. 1997)
- Luke Nelson, cestista britannico (Londra, n. 1995)
- Luke Nevill, ex cestista australiano (Perth, n. 1986)
- Luke Petrasek, cestista statunitense (East Northport, n. 1995)
- Luke Schenscher, ex cestista australiano (Hope Forest, n. 1982)
- Luke Travers, cestista australiano (Perth, n. 2001)
- Luke Walton, ex cestista e allenatore di pallacanestro statunitense (San Diego, n. 1980)
- Luke Whitehead, ex cestista statunitense (Walnut Creek, n. 1981)

## Chimici(1)
- Luke Howard, chimico, farmacista e meteorologo inglese (Londra, n. 1772 - Londra, † 1864)

## Chitarristi(1)
- Luke Morley, chitarrista, compositore e produttore discografico britannico (Londra, n. 1960)

## Ciclisti su strada(4)
- Luke Durbridge, ciclista su strada e pistard australiano (Greenmount, n. 1991)
- Luke Lamperti, ciclista su strada statunitense (Sebastopol, n. 2002)
- Luke Mudgway, ciclista su strada e pistard neozelandese (Palmerston North, n. 1996)
- Luke Rowe, ex ciclista su strada e ex pistard britannico (Cardiff, n. 1990)

## Dirigenti sportivi(2)
- Luke Mulholland, dirigente sportivo e ex calciatore inglese (Preston, n. 1988)
- Luke Roberts, dirigente sportivo, ex pistard e ciclista su strada australiano (Adelaide, n. 1977)

## Esploratori(1)
- Luke Foxe, esploratore britannico (Kingston upon Hull, n. 1586 - Whitby, † 1635)

## Fumettisti(1)
- Luke Pearson, fumettista britannico (Stockton-on-Tees, n. 1987)

## Ginnasti(2)
- Luke Strong, ginnasta britannico (n. 1993)
- Luke Whitehouse, ginnasta britannico (n. 2002)

## Giocatori di football americano(19)
- Luke Bowanko, giocatore di football americano statunitense (Clifton, n. 1991)
- Luke Farrell, giocatore di football americano statunitense (Perry, n. 1997)
- Luke Fortner, giocatore di football americano statunitense (Sylvania, n. 1998)
- Luke Glenna, giocatore di football americano statunitense (Edina, n. 2000)
- Luke Goedeke, giocatore di football americano statunitense (Whitelaw, n. 1998)
- Luke Jackson, giocatore di football americano australiano (n. 1983)
- Luke Joeckel, ex giocatore di football americano statunitense (Arlington, n. 1991)
- Luke Kuechly, ex giocatore di football americano statunitense (Cincinnati, n. 1991)
- Luke Lawton, giocatore di football americano statunitense (New Iberia, n. 1980)
- Luke Masterson, giocatore di football americano statunitense (Naples, n. 1998)
- Luke McCaffrey, giocatore di football americano statunitense (Highlands Ranch, n. 2001)
- Luke Rhodes, giocatore di football americano statunitense (Hollidaysburg, n. 1992)
- Luke Schoonmaker, giocatore di football americano statunitense (New Haven, n. 1998)
- Luke Stocker, giocatore di football americano statunitense (Berea, n. 1988)
- Luke Tenuta, giocatore di football americano statunitense (Columbus, n. 1999)
- Luke Wattenberg, giocatore di football americano statunitense (Trabuco Canyon, n. 1997)
- Luke Willson, giocatore di football americano canadese (LaSalle, n. 1990)
- Luke Wypler, giocatore di football americano samoano americano (Montvale, n. 2001)
- Luke Zahradka, giocatore di football americano statunitense (Franklin Square, n. 1991)

## Giocatori di freccette(2)
- Luke Humphries, giocatore di freccette inglese (Newbury, n. 1995)
- Luke Littler, giocatore di freccette inglese (Warrington, n. 2007)

## Golfisti(1)
- Luke Donald, golfista britannico (Hemel Hempstead, n. 1977)

## Hockeisti su ghiaccio(2)
- Luke Moncada, hockeista su ghiaccio canadese (Markham, n. 2000)
- Luke Schenn, hockeista su ghiaccio canadese (Saskatoon, n. 1989)

## Imprenditori(1)
- Luke Dillon, IV barone Clonbrock, imprenditore britannico (Tuam, n. 1834 - Londra, † 1917)

## Linguisti(1)
- Luke Harding, linguista australiano (Melbourne, n. 1977)

## Maratoneti(1)
- Luke Kibet, maratoneta keniota (Kaplelach, n. 1983)

## Marciatori(1)
- Luke Adams, marciatore australiano (Mvumi, n. 1976)

## Modelli(1)
- Luke Worrall, modello inglese (Londra, n. 1989)

## Musicisti(1)
- Luke Vibert, musicista e produttore discografico britannico (Redruth, n. 1973)

## Nuotatori(4)
- Luke Gebbie, nuotatore filippino (n. 1996)
- Luke Greenbank, nuotatore britannico (Crewe, n. 1997)
- Luke Hall, ex nuotatore swati (Lobamba, n. 1989)
- Luke Hobson, nuotatore statunitense (Reno, n. 2003)

## Pallavolisti(1)
- Luke Herr, pallavolista canadese (Winnipeg, n. 1994)

## Piloti automobilistici(1)
- Luke Browning, pilota automobilistico britannico (Kingsley, n. 2002)

## Piloti motociclistici(2)
- Luke Jones, pilota motociclistico britannico (Hereford, n. 1988)
- Luke Stapleford, pilota motociclistico britannico (Leicester, n. 1991)

## Pistard(1)
- Luke Davison, ex pistard e ciclista su strada australiano (Sydney, n. 1990)

## Poeti(1)
- Luke Davies, poeta, scrittore e sceneggiatore australiano (Sydney, n. 1962)

## Politici(4)
- Luke Flanagan, politico irlandese (Roscommon, n. 1972)
- Luke Hall, politico britannico (Westerleigh, n. 1986)
- Luke Letlow, politico e informatico statunitense (Monroe, n. 1979 - Shreveport, † 2020)
- Luke Edward Wright, politico statunitense (n. 1846 - Memphis, † 1922)

## Presbiteri(1)
- Luke Kirby, presbitero inglese (Yorkshire, n. 1549 - Tyburn, † 1582)

## Produttori discografici(1)
- Luke Ebbin, produttore discografico e compositore statunitense

## Pugili(1)
- Luke Campbell, ex pugile e politico inglese (Kingston upon Hull, n. 1987)

## Rapper(2)
- Classified, rapper canadese (Enfield, n. 1977)
- Cazwell, rapper statunitense (Worcester, n. 1972)

## Registi(2)
- Luke Greenfield, regista, sceneggiatore e produttore televisivo statunitense (Manhasset, n. 1972)
- Luke Scott, regista britannico (Londra, n. 1968)

## Rugbisti a 13(1)
- Luke O'Donnell, rugbista a 13 australiano (Liverpool, n. 1980)

## Rugbisti a 15(11)
- Luke Baldwin, rugbista a 15 inglese (Royal Tunbridge Wells, n. 1990)
- Luke Burgess, ex rugbista a 15 australiano (Newcastle, n. 1983)
- Luke Charteris, ex rugbista a 15 e allenatore di rugby a 15 britannico (Camborne, n. 1983)
- Luke Cowan-Dickie, rugbista a 15 britannico (Truro, n. 1993)
- Luke Fitzgerald, ex rugbista a 15 irlandese (Wicklow, n. 1987)
- Luke Gross, ex rugbista a 15 e allenatore di rugby a 15 statunitense (Decatur, n. 1969)
- Luke Jacobson, rugbista a 15 neozelandese (Cambridge, n. 1997)
- Luke McGrath, rugbista a 15 irlandese (Hamilton, n. 1993)
- Luke McLean, ex rugbista a 15 australiano (Townsville, n. 1987)
- Luke Narraway, ex rugbista a 15 e allenatore di rugby a 15 britannico (Worcester, n. 1983)
- Luke Romano, rugbista a 15 neozelandese (Nelson, n. 1986)

## Scacchisti(1)
- Luke McShane, scacchista britannico (Londra, n. 1984)

## Sciatori alpini(2)
- Luke Sauder, ex sciatore alpino canadese (North York, n. 1970)
- Luke Winters, sciatore alpino statunitense (n. 1997)

## Sciatori freestyle(1)
- Luke Harrold, sciatore freestyle neozelandese (Christchurch, n. 2008)

## Scrittori(1)
- Luke Rhinehart, scrittore statunitense (Albany, n. 1932 - Canaan, † 2020)

## Snowboarder(1)
- Luke Winkelmann, snowboarder statunitense (Blowing Rock, n. 2000)

## Tennisti(4)
- Luke Bambridge, ex tennista britannico (Nottingham, n. 1995)
- Luke Jensen, ex tennista statunitense (Grayling, n. 1966)
- Luke Johnson, tennista britannico (Leeds, n. 1994)
- Luke Saville, ex tennista australiano (Berri, n. 1994)

## Velisti(1)
- Luke Patience, velista britannico (Aberdeen, n. 1986)

## Velocisti(1)
- Luke Bezzina, velocista maltese (n. 1995)

## Wrestler(2)
- Ridge Holland, wrestler e ex rugbista a 13 britannico (Liversedge, n. 1988)
- Luke Robinson, wrestler statunitense (Auburn, n. 1985)

## Senza attività specificata(1)
- Luke Short, pistolero statunitense (n. 1854 - Geuda Springs, † 1893)